# Оливейра де Лима, Андре
Андре Оливейра де Лима (порт. André Oliveira de Lima; 20 апреля 1985, Натал) — бразильский футболист, полузащитник клуба «Трези».
Андре начал свою футбольную карьеру в ФК «Сао Гонсало», Бразилия. Через год он перебрался в клуб «Сеара»,  где играл два года, пока его не приобрел «Ирати». В 2006 году перешёл в клуб «Сантос», откуда в январе 2007 года вместе со своим соотечественником Тьяго Фернандесом Кавальканти (англ. Tiago Fernandes Cavalcanti) перебрался в немецкий клуб «Кёльн», где подписал контракт до 2011 года. После первого тура сезона 2008/09 Кёльн отдал Андрэ в аренду бразильскому «Наутико Ресифи», где игрок поиграл до декабря и вернулся в «Кёльн». В 2009 году игрок вернулся на родину в свой бывший клуб Ирати, из которого в 2010 году перешёл в бразильский АБС.